# Paragem de Fonte Nova
A Paragem de Fonte Nova foi uma interface da Linha do Corgo, situada no Concelho de Chaves, em Portugal.

## História
Em 28 de Agosto de 1921, entrou ao serviço o lanço da Linha do Corgo até Tâmega e Chaves, Porém, nessa altura a linha chegou apenas até aos arredores de Chaves, num local denominado de Fonte Nova, onde foi instalada uma gare provisória para servir aquela vila. Em 19 de Outubro de 1921, António Granjo foi morto durante a Noite sangrenta, tendo o corpo sido enviado de comboio para Chaves em 19 de Novembro; como a linha ainda terminava na Fonte Nova, foi aí que o corpo foi desembarcado. A estação definitiva de Chaves foi instalada durante as festas da Vila de Chaves, entre 8 e 9 de Julho de 1922.
Em 1935, a Companhia Nacional de Caminhos de Ferro, que estava a gerir a Linha do Corgo, instalou uma casa de guarda em Fonte Nova, que nessa altura possuía a categoria de apeadeiro.
Em 2 de Janeiro de 1990, a empresa Caminhos de Ferro Portugueses encerrou o lanço entre Chaves e Vila Real.